# 山崎カール

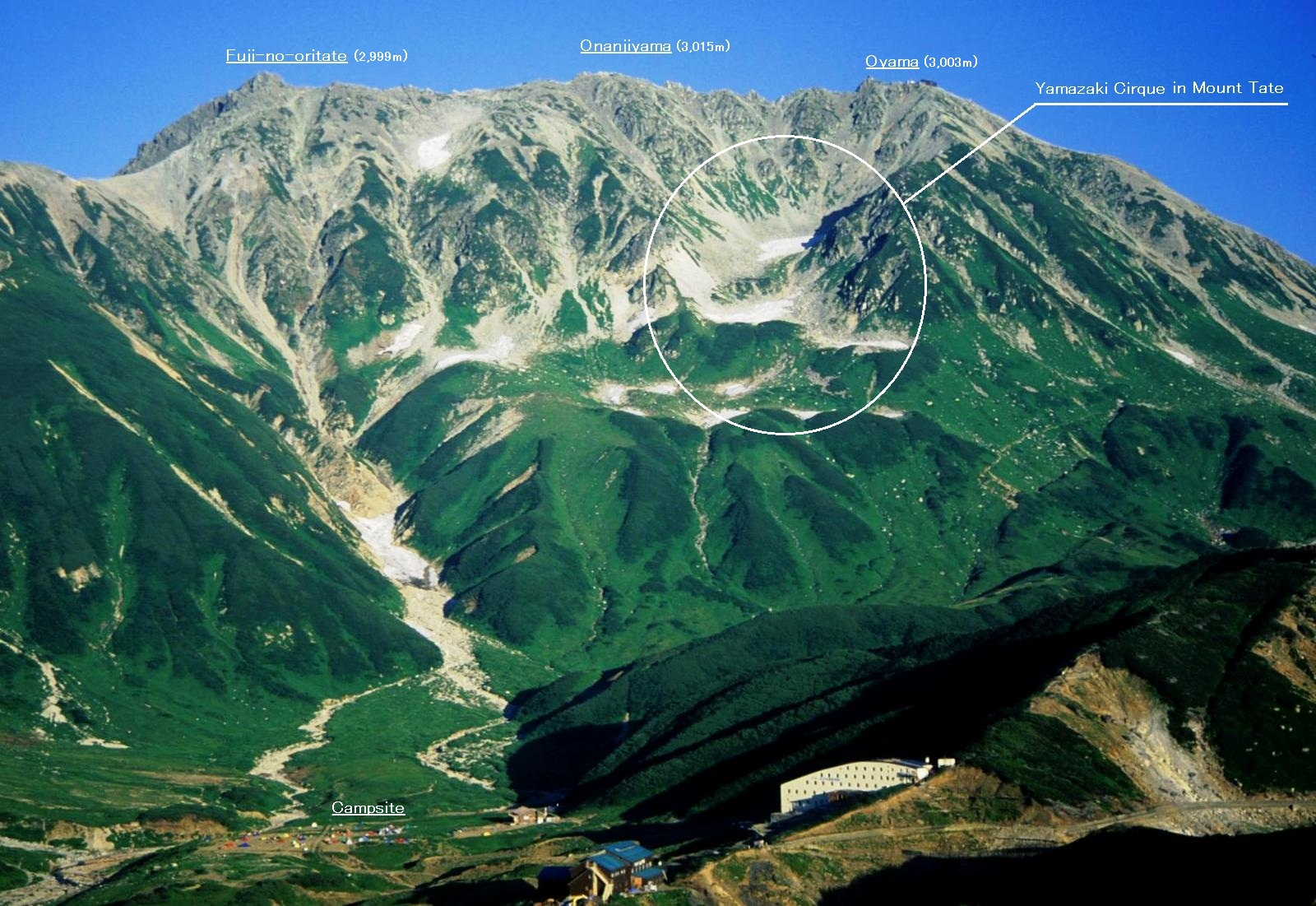
立山の雄山の北西面にある山崎カール
室堂方面から望む

山崎カール（やまさきカール）、山崎圏谷（やまさきけんこく）は、立山の雄山北西山腹に見られる、幅約400m・長さ約600mの圏谷。

## 概要
地理学者の山崎直方は1902年（明治35年）、『地質学雑誌』にて論文「氷河果たして本邦に存在せざりしか」を発表して日本に氷河があった可能性を示し、さらに立山を実地踏査して1905年（明治38年）にその存在を確かめた。1942年（昭和17年）、雄山直下の圏谷は山崎の教え子である石井逸太郎により山崎の名を取って命名され、翌1943年には、石井による論文「立山連峰の氷河作用‐特に山崎圏谷に就いて」により知られるようになった。この論文が契機となり、1945年（昭和20年）2月22日に立山の山崎圏谷（たてやまのやまさきけんこく）として国の天然記念物に指定された。圏谷内は立入禁止だが、ミクリガ池北のエンマ台展望所から眺められる。